# Gouvy
Gouvy [ɡuvi] (deutsch Geilich) ist eine belgische Gemeinde im Arrondissement Bastogne der Provinz Luxemburg.

## Verwaltungsgliederung
Die Gemeinde Gouvy wurde zum 1. Januar 1977 im Zuge der Belgischen Gemeindereform aus den folgenden 5 bisher selbständigen Gemeinden gebildet (nunmehr Ortsteile der Gemeinde Gouvy):
| amtlicher Name (französisch) | wallonischer Name | luxemburgischer Name | deutscher Name |
| ---------------------------- | ----------------- | -------------------- | -------------- |
| Beho                         | Buhô              | Bukels               | Bochholz       |
| Bovigny                      | Bovgnî            | Bowies               | Bowies         |
| Cherain                      | Tcherin           | –                    | Keren          |
| Limerlé                      | Limerlé           | Lamescher            | Lomerslaer     |
| Montleban                    | Mont-l’-Ban       | –                    | Mauer          |

Das Dorf Gouvy, nach dem die Gemeinde benannt wurde, gehört zum Ortsteil Limerlé. Der Ortsteil Beho mit den Dörfern Deiffelt, Ourthe (Urt) und Wathermael (Watermal) gehört traditionell zum deutschen Sprachgebiet, auch wenn heute in der Gemeinde fast ausschließlich Französisch gesprochen wird. Gouvy wurde schon 780 erstmals urkundlich erwähnt. Unter den Urkunden Arnulfs von Kärnten findet sich eine, in der der König im Jahre 888 dem Marienstift zu Aachen dessen Besitz in Coruia bestätigt (MGH DArn Nr. 031). Der Ort teilte die Geschichte des Herzogtums Luxemburg und gelangte 1839 zum zuvor neugegründeten belgischen Staat.
Im Zweiten Weltkrieg kurz nach dem 10. Mai 1940 marschierten deutsche Truppen ein. Bis zur Befreiung durch amerikanische Truppen Mitte September 1944 waren alle Orte von Deutschland annektiert.

## Verkehr

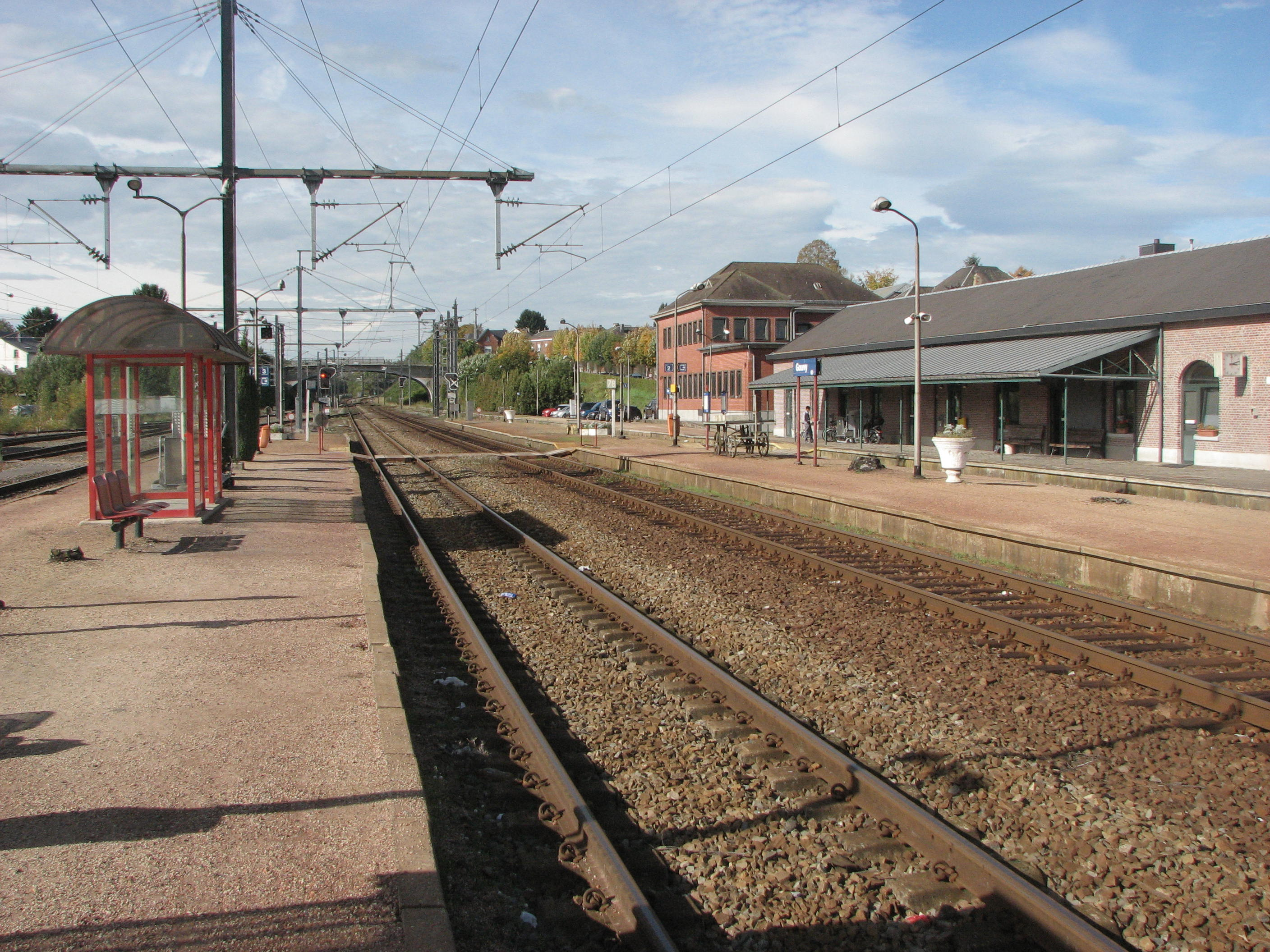
Bahnhof Gouvy

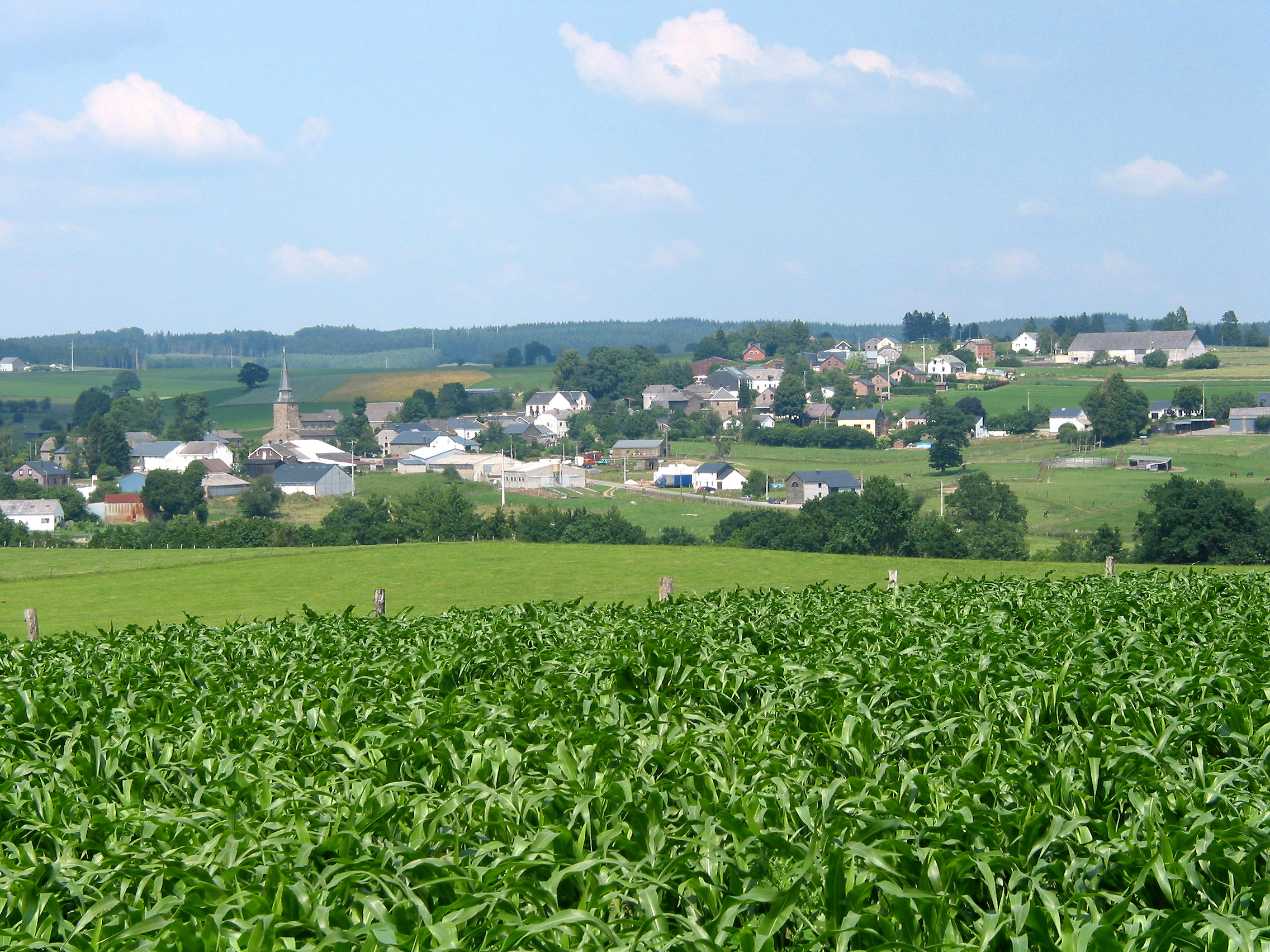
Blick auf Cherain in der Gemeinde Gouvy

Seit 1867 verfügt Gouvy über einen Bahnhof, zunächst nur an der Strecke Luxembourg–Clervaux–Trois Ponts–Liège, in Luxemburg gern als „Nordbahn“ bezeichnet. Dieser Bahnhof gewann für einige Jahre an Bedeutung, als ab 1885 von hier Züge über Bastogne nach Libramont und ab 1920 auch nach St. Vith verkehrten. Beide Nebenstrecken sind schon seit 1963 (nach St. Vith) und seit 1984 (nach Bastogne) stillgelegt, die Gleise wurden abgebaut und die ehemalige Trasse nach Bastogne ist seit 2011 Teil des belgischen Bahnradwegenetzes. Nach Elektrifizierung der Nordbahn (1999–2000) entfiel das Umspannen von Lokomotiven im Bahnhof und er wurde geschlossen. Die Nordbahn wurde bis 2021 von E-Loks der CFL-Baureihe 3000 befahren und wird seitdem von elektrischen AM-Triebwagen der SNCB bedient. Durch die Verdichtung des Fahrplanes der IC-Züge Luxemburg–Lier auf einen Ein-Stunden-Takt (montags–freitags) stieg die Bedeutung, da jeder dieser IC-Züge in Gouvy hält.

## Belege
1. ↑  Jean-Jacques Jespers: Dictionnaire des noms de lieux en Wallonie et à Bruxelles. Èditions Racine 2005, S. 291.
2. ↑  Maria Besse: Namenpaare an der Sprachgrenze. M. Niemeyer, 1997, S. 327.
3. ↑  Revue belge de philologie et d’histoire, Band 28, 1950, S. 1205.
4. ↑  Rudolf Schützeichel: Philologie der ältesten Ortsnamenüberlieferung. C. Winter, 1992, S. 170.
5. ↑  Paul Margue: Luxembourg. C. Bonneton, 1984, S. 195.
6. ↑  Sven Vrielinck: De territoriale indeling van België 1795–1963, Volume 1. Universitaire Pers, Leuven 2000, S. 49.
7. ↑  Ernst Gamillscheg, Emil Winkler (Hrsg.): Zeitschrift für Französische Sprache und Literatur, Band 63. 1940, S. 17.
8. ↑  gouvy.eu: gouvy.eu – Gouvy 23 villages – Survol – Deutsch (Memento vom 4. August 2010 im Internet Archive)
9. ↑  Erlaß des Führers und Reichskanzlers über die Wiedervereinigung der Gebiete von Eupen, Malmedy und Moresnet mit dem Deutschen Reich. In: Reichsgesetzblatt, Teil I, 18. Mai 1940.